# سیارک ۲۲۰۶۵
سیارک ۲۲۰۶۵ (به انگلیسی: 22065 Colgrove، نامگذاری:2000AZ99) بیست و دو هزار و شصت و پنجمین سیارک کشف شده‌است که در ۵ ژانویه ۲۰۰۰ کشف شد.
قدر مطلق سیارک برابر ۱۷.۸ است.